# Game Boy
Game Boy (Japonès: ゲームボーイ, Gēmubōi) és una sèrie de consoles portàtils de 8 bits amb videojocs alimentades amb bateria i comercialitzades per Nintendo. Era el sistem portàtil més venut fins a l'arribada de la Nintendo DS, que ha venut més de 140 milions d'unitats.
La Game Boy es deia en la seva fase com a prototipus Dot Matrix Game o DMG, nom que va conservar-se en els seus registres del nombre en el model desenvolupat per la divisió Intelliget Systems encapçalada per Gunpei Yokoi i llançat al mercat el 21 d'abril de 1989 al Japó, tres mesos després després a Amèrica del Nord, i finalment a Europa, gairebé un any després. Va ser dissenyat pel mateix equip que va desenvolupar els jocs de Game & Watch i diversos jocs de Nintendo Entertainment System: Satoru Okada, Gunpei Yokoi i Nintendo Research & Development 1.
La segona consola de jocs portàtil de Nintendo, Game Boy combina funcions tant del sistema domèstic NES com del maquinari de Game & Watch. La consola compta amb una pantalla de matriu de punts de color verd amb contrast ajustable, cinc botons de control (un controlador de joc direccional, dos botons de joc (A, B), un d'inici (star) i un de selecció (select)), 2 altaveus amb volum ajustable i, igual que els seus rivals, usa cartutxos com a suport físic per a jocs. L'esquema de colors es realitza a partir de dos tons de gris amb tocs de negre, blau i granat. Totes les cantonades de la unitat rectangular orientades a la pantalla estan arrodonides suaument, excepte en la part inferior dreta, que està corbada. En el moment del llançament, es venia com a unitat independent o amb un de diversos jocs: Super Mario Land o Tetris entre ells. També es van desenvolupar diversos accessoris, incloent una bossa de per transportar-la i una impressora.
Tot i ser tècnicament inferior als seus competidors de quarta generació (Game Gear de Sega, Linx d'Atari, i TurboExpress de NEC), Game Boy va rebre elogis per la seva durada de la bateria i la seva resistència. Va superar ràpidament la competència, venent un milió d'unitats als Estats Units en poques setmanes. La Game Boy i el seu successor, la Game Boy Color, han venut aproximadament 118 milions d'unitats a tot el món. És un dels dispositius més reconeguts de la dècada del 1980, convertint-se en una icona cultural als anys següents al seu llançament. Durant la vida de la consola es van llançar diversos redissenys, incloent Game Boy Pocket (1996) i Game Boy Light (1998; només al Japó).
La producció de Game Boy va continuar a principis de la dècada del 2000 i finalment es va aturar després del llançament de la Game Boy Advance, el 2001.

## Desenvolupament
El nom original del criptònim de la Game Boy era «Dot Matrix Game», i les inicials DMG van aparèixer al número de model del producte final: «DMG-01». La recepció interna de la consola a Nintendo va ser inicialment molt pobra; la DMG fins i tot va rebre el sobrenom de «DameGame» dels empleats de Nintendo (en japonès, «dama» significa «desesperat» o «coix» en aquest context).

## Maquinari
La Game Boy té quatre botons d'operació etiquetats «A», «B», «SELECT» i «START», així com una creu direccional (d-pad). Hi ha un regulador de volum a la part dreta del dispositiu i un regulador similar al costat esquerre per ajustar el contrast. A la part superior de la Game Boy, es troba un commutador lliscant (l'interruptor d'encesa i apagada de la consola) i la ranura per als cartutxos de la Game Boy. L'interruptor d'encesa i apagada inclou un bloqueig físic per evitar que els usuaris insereixin o retirin un cartutx mentre es connecta la unitat. Nintendo recomana als usuaris deixar un cartutx a la ranura per evitar que la pols i la brutícia entrin al sistema.
La Game Boy també conté connectors d'entrada i / o de sortida opcionals. A la part esquerra del sistema hi ha una presa de corrent CC externa de 3,5 mm × 1,35 mm que permet als usuaris utilitzar bateries recarregables externes o un adaptador de CA (es venen per separat) en lloc de les quatre piles AA. La Game Boy requereix 6 V DC d'almenys 150 mA. A la part inferior de la unitat es troba una presa per a un connector de 3,5 mm que permet als usuaris escoltar l'àudio amb auriculars o amb altaveus externs.
El costat dret del dispositiu ofereix un port que permet a un usuari connectar-se a un altre sistema Game Boy a través d'un cable d'enllaç de jocs, sempre que els dos usuaris juguin al mateix joc. El port també es pot utilitzar per connectar una impressora de Game Boy. El cable d'enllaç va ser dissenyat originalment perquè dos jugadors juguessin junts com el Tetris. No obstant això, el desenvolupador de jocs Satoshi Tajiri va utilitzar més tard la tecnologia de cable d'enllaç de jocs com a mètode de comunicació i connexió en xarxa a la popular sèrie de videojocs Pokémon.

### Especificacions tècniques

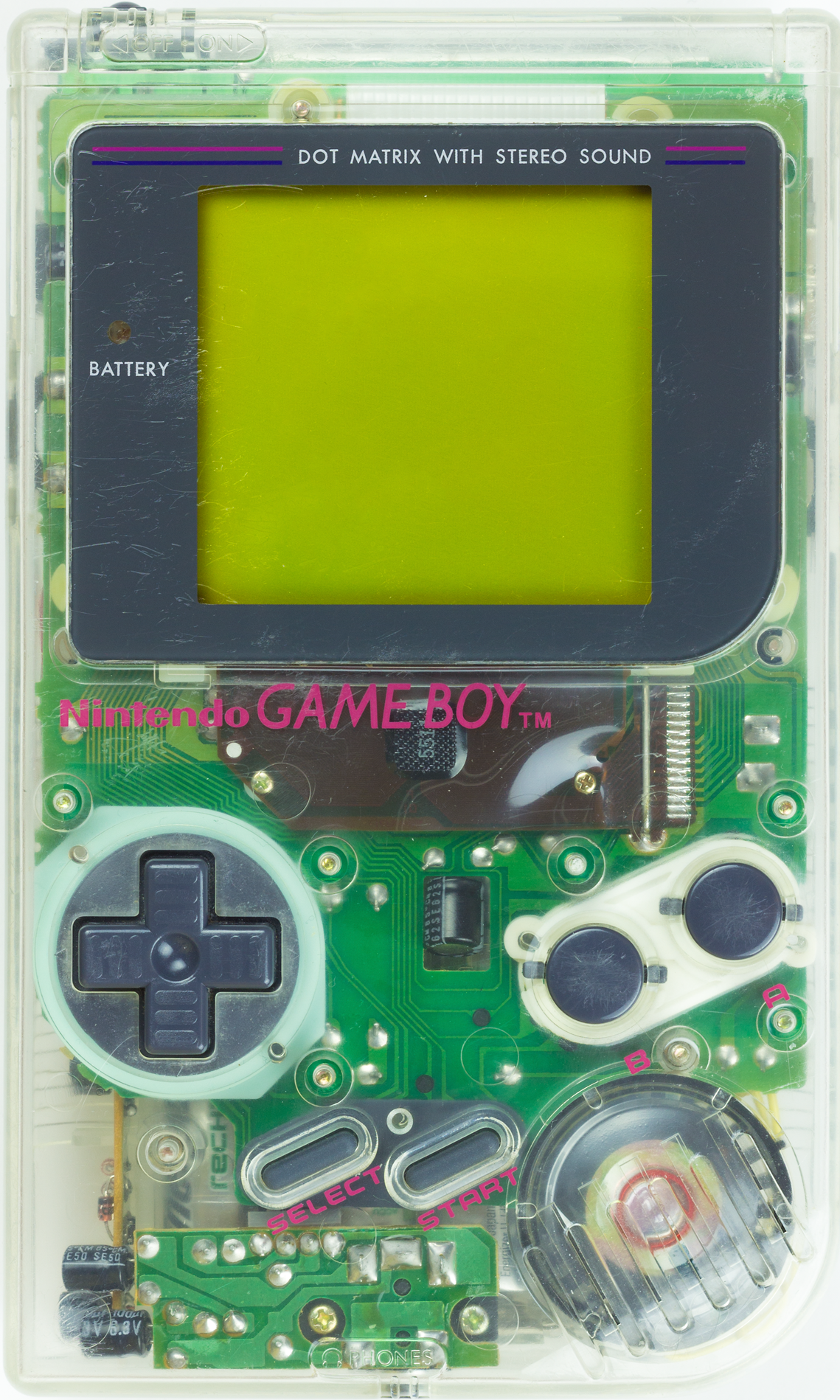
Game Boy transparent, llançat només als Estats Units

Característiques del sistema original de 8 bits (DMG-001) (1989):
- CPU: Z80 de 8 bits Sharp LR35902[16][17] treballant a 4,194304 MHz. Aquest processador és similar a un Intel 8080, ja que cap dels registres introduïts a la Z80 està present. No obstant això, algunes de les millores del conjunt d'instruccions del Z80 sobre el 8080, especialment la manipulació de bits, estan presents. Altres instruccions són úniques per a aquest gust particular de la CPU 8080 / Z80. El bit de paritat, la meitat de les instruccions condicionals i totes les instruccions d'entrada i sortida es van eliminar també del conjunt d'instruccions 8080. El circuit integrat també conté un generador de so integrat.
- RAM: 8kB interns (ampliables fins a 32 kiB).
- VRAM: 8kB interns.
- ROM: Una CPU-Die 256b bootstrap;[18] i cartutxos de 32kB, 256kB, 512kB, 1 MB, 2 MB, 4 MB i 8 MB.
- Energia: 6 V, 0,7 W (4 piles AA que proporcionen aproximadament 15 hores de joc).[19]
- So: 4 canals. La GB només té un altaveu, però té sortida per auriculars amb els quals pot sentir-se so estèreo.
- Pantalla: LCD Reflectiva amb resolució de 160x144 píxels. 2,6 polzades (66mm de diagonal).[19]
- Quadre: ~ 59,7 frames/segon.
- Colors: 2-bit (4 tons de «gris» (verd oliva clar/fosc)).
- Sprites simultanis a pantalla: 40 sprites cadascun de 8x8 o 8x16 seleccionable.
- Comunicacions: port de sèrie.
- Dimensions: 90 mm × 148 mm × 32mm.[19]
- Pes: 220 g[20]
- Usuaris: fins a 4 via cable d'enllaç de jocs connectat al port de sèrie i una Game Boy amb un cartutx de joc per cada usuari.

Usava com a mesura ("Gamepacks") en cartutxos basats en tecnologia PROM. El joc que la dugué veritablement al cim fou el Tetris.

## Programari
A continuació es mostra el codi d'inici de la ROM de la consola en llenguatge ensamblador:
```
	LD SP,$fffe		; $0000 Setup Stack

	XOR A			; $0003 Zero the memory from $8000-$9FFF (VRAM)
	LD HL,$9fff		; $0004
Addr_0007:
	LD (HL-),A		; $0007
	BIT 7,H		; $0008
	JR NZ, Addr_0007	; $000a

	LD HL,$ff26		; $000c Setup Audio
	LD C,$11		; $000f
	LD A,$80		; $0011 
	LD (HL-),A		; $0013
	LD ($FF00+C),A	; $0014
	INC C			; $0015
	LD A,$f3		; $0016
	LD ($FF00+C),A	; $0018
	LD (HL-),A		; $0019
	LD A,$77		; $001a
	LD (HL),A		; $001c

	LD A,$fc		; $001d Setup BG palette
	LD ($FF00+$47),A	; $001f

	LD DE,$0104		; $0021 Convert and load logo data from cart into Video RAM
	LD HL,$8010		; $0024
Addr_0027:
	LD A,(DE)		; $0027
	CALL $0095		; $0028
	CALL $0096		; $002b
	INC DE		; $002e
	LD A,E		; $002f
	CP $34		; $0030
	JR NZ, Addr_0027	; $0032

	LD DE,$00d8		; $0034 Load 8 additional bytes into Video RAM
	LD B,$08		; $0037
Addr_0039:
	LD A,(DE)		; $0039
	INC DE		; $003a
	LD (HL+),A		; $003b
	INC HL		; $003c
	DEC B			; $003d
	JR NZ, Addr_0039	; $003e

	LD A,$19		; $0040 Setup background tilemap
	LD ($9910),A	; $0042
	LD HL,$992f		; $0045
Addr_0048:
	LD C,$0c		; $0048
Addr_004A:
	DEC A			; $004a
	JR Z, Addr_0055	; $004b
	LD (HL-),A		; $004d
	DEC C			; $004e
	JR NZ, Addr_004A	; $004f
	LD L,$0f		; $0051
	JR Addr_0048	; $0053

	; === Scroll logo on screen, and play logo sound ===
Addr_0055:
	LD H,A		; $0055 Initialize scroll count, H=0
	LD A,$64		; $0056
	LD D,A		; $0058 set loop count, D=$64
	LD ($FF00+$42),A	; $0059 Set vertical scroll register
	LD A,$91		; $005b
	LD ($FF00+$40),A	; $005d Turn on LCD, showing Background
	INC B			; $005f Set B=1
Addr_0060:
	LD E,$02		; $0060
Addr_0062:
	LD C,$0c		; $0062
Addr_0064:
	LD A,($FF00+$44)	; $0064 wait for screen frame
	CP $90		; $0066
	JR NZ, Addr_0064	; $0068
	DEC C			; $006a
	JR NZ, Addr_0064	; $006b
	DEC E			; $006d
	JR NZ, Addr_0062	; $006e

	LD C,$13		; $0070
	INC H			; $0072 increment scroll count
	LD A,H		; $0073
	LD E,$83		; $0074
	CP $62		; $0076 $62 counts in, play sound #1
	JR Z, Addr_0080	; $0078
	LD E,$c1		; $007a
	CP $64		; $007c
	JR NZ, Addr_0086	; $007e $64 counts in, play sound #2
Addr_0080:
	LD A,E		; $0080 play sound
	LD ($FF00+C),A	; $0081
	INC C			; $0082
	LD A,$87		; $0083
	LD ($FF00+C),A	; $0085
Addr_0086:
	LD A,($FF00+$42)	; $0086
	SUB B			; $0088
	LD ($FF00+$42),A	; $0089 scroll logo up if B=1
	DEC D			; $008b 
	JR NZ, Addr_0060	; $008c

	DEC B			; $008e set B=0 first time
	JR NZ, Addr_00E0	; $008f ... next time, cause jump to "Nintendo Logo check"

	LD D,$20		; $0091 use scrolling loop to pause
	JR Addr_0060	; $0093

	; ==== Graphic routine ====
	LD C,A		; $0095 "Double up" all the bits of the graphics data
	LD B,$04		; $0096 and store in Video RAM
Addr_0098:
	PUSH BC		; $0098
	RL C			; $0099
	RLA			; $009b
	POP BC		; $009c
	RL C			; $009d
	RLA			; $009f
	DEC B			; $00a0
	JR NZ, Addr_0098	; $00a1
	LD (HL+),A		; $00a3
	INC HL		; $00a4
	LD (HL+),A		; $00a5
	INC HL		; $00a6
	RET			; $00a7

Addr_00A8:
	;Nintendo Logo
	.DB $CE,$ED,$66,$66,$CC,$0D,$00,$0B,$03,$73,$00,$83,$00,$0C,$00,$0D 
	.DB $00,$08,$11,$1F,$88,$89,$00,$0E,$DC,$CC,$6E,$E6,$DD,$DD,$D9,$99 
	.DB $BB,$BB,$67,$63,$6E,$0E,$EC,$CC,$DD,$DC,$99,$9F,$BB,$B9,$33,$3E 

Addr_00D8:
	;More video data
	.DB $3C,$42,$B9,$A5,$B9,$A5,$42,$3C

	; ===== Nintendo logo comparison routine =====
Addr_00E0:	
	LD HL,$0104		; $00e0	; point HL to Nintendo logo in cart
	LD DE,$00a8		; $00e3	; point DE to Nintendo logo in DMG rom

Addr_00E6:
	LD A,(DE)		; $00e6
	INC DE		; $00e7
	CP (HL)		; $00e8	;compare logo data in cart to DMG rom
	JR NZ,$fe		; $00e9	;if not a match, lock up here
	INC HL		; $00eb
	LD A,L		; $00ec
	CP $34		; $00ed	;do this for $30 bytes
	JR NZ, Addr_00E6	; $00ef

	LD B,$19		; $00f1
	LD A,B		; $00f3
Addr_00F4:
	ADD (HL)		; $00f4
	INC HL		; $00f5
	DEC B			; $00f6
	JR NZ, Addr_00F4	; $00f7
	ADD (HL)		; $00f9
	JR NZ,$fe		; $00fa	; if $19 + bytes from $0134-$014D don't add to $00
						; ... lock up

	LD A,$01		; $00fc
	LD ($FF00+$50),A	; $00fe	;turn off DMG rom
```

## Versions

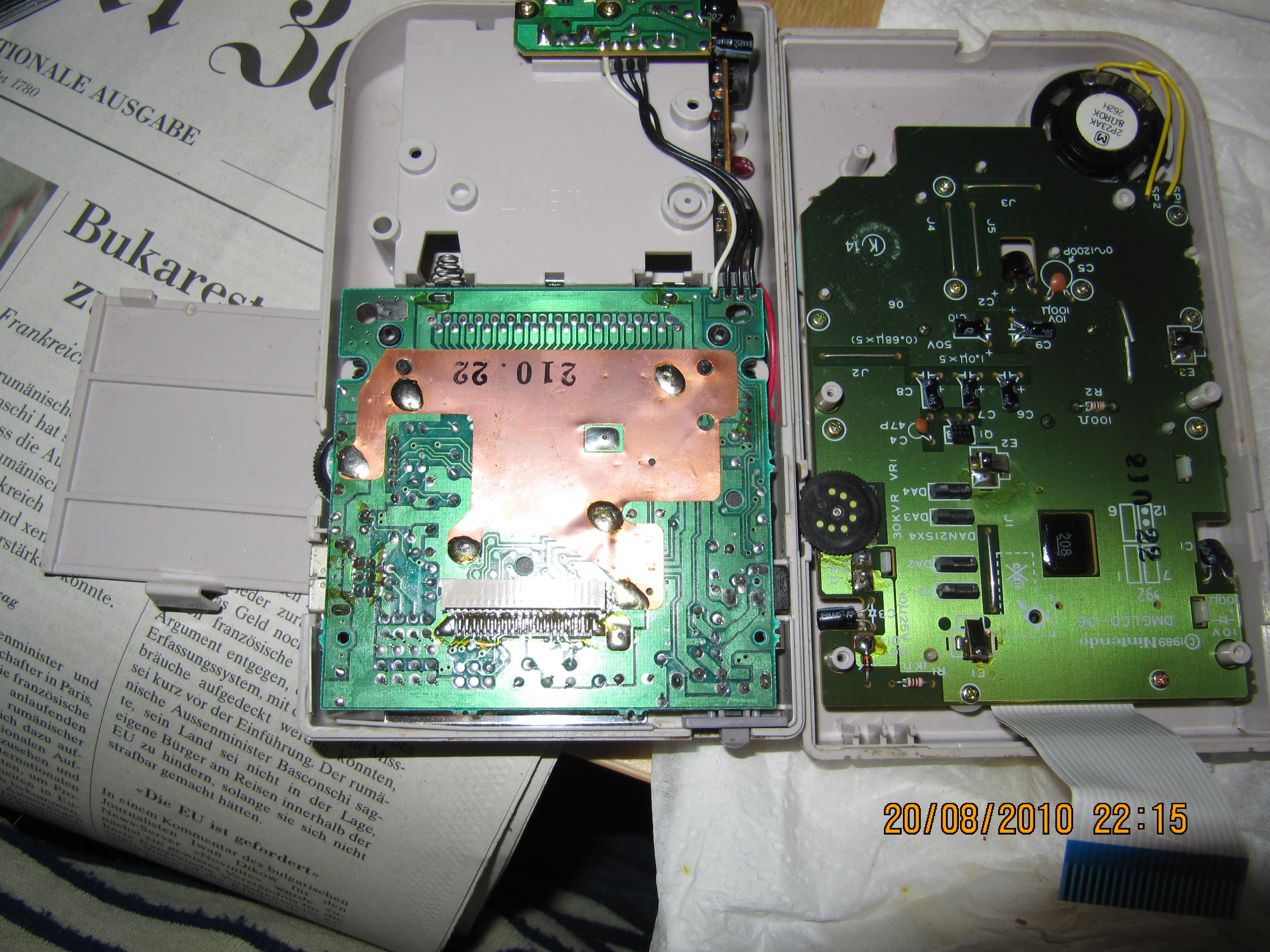
Interior de la Game Boy

La Game Boy, és la versió original, però al llarg dels anys, Nintendo va llançar diverses versions amb noves característiques, algunes compatibles amb jocs de consola d'una o més versions més antigues:
- Game Boy Pocket - Una unitat més petita, més nítida i que emprava menys bateria.
- Game Boy Light - Només venuda al Japó, de la mateixa mida que la Pocket, però amb pantalla retroil·luminada per millorar la visibilitat. Alguns suggereixen que la seva pantalla retroil·luminada consumeix més la bateria.
- Game Boy Color - Actualització de la gamma de Game Boy de 8 bits. Té el doble de velocitat de processador, dues vegades més memòria, una pantalla a color, i un port de comunicacions infrarroig. Sovint referida com GBC.
- Game Boy Advance (2001) - disposa d'un processador de 32-bit ARM, una gamma més gran de colors, i un rellotge en temps real per a usar-lo en jocs. Tècnicament semblant a la Super Nintendo, beneficia d'adaptacions millorades de clàssics com Super Mario Bros, 2, Super Mario Kart i F-Zero juntament amb nous títols com per exemple Kuru Kuru Kururin. Sovint anomenada GBA.
- Game Boy Advance SP (2003) - Un nou disseny de la Game Boy Advance sense canvis en les capacitats de procés. La seva forma plegable en redueix la mida, aproximadament, a la meitat. Incorpora retroil·luminació i bateria d'ió liti. També canvia el format de connexió d'auriculars a un connector especial.
- Game Boy Micro (2005) - Tercer disseny de la Game Boy Advance, manté la pantalla retroil·luminada de la SP i redueix la mida de la consola. Pel que fa a la capacitat, és igual que la Game Boy Advance, encara que té la pantalla més petita i només és compatible amb els jocs de Game Boy Advance. La carcassa d'aquesta versió és bescanviable.

La major part de les consoles de videojocs es tornen obsoletes quan nous sistemes són llançats al mercat. La Game Boy, amb les seves actualitzacions, és única en vitalitat. El 2004 va fer el quinzè aniversari i en tot aquest temps ha sobreviscut a moltes rivals (la gran majoria tècnicament superiors), com per exemple, la SEGA Game Gear i la Atari Lynx.
Fins a la Game Boy Micro, han conservat compatibilitat amb els jocs de les versions d'abans.

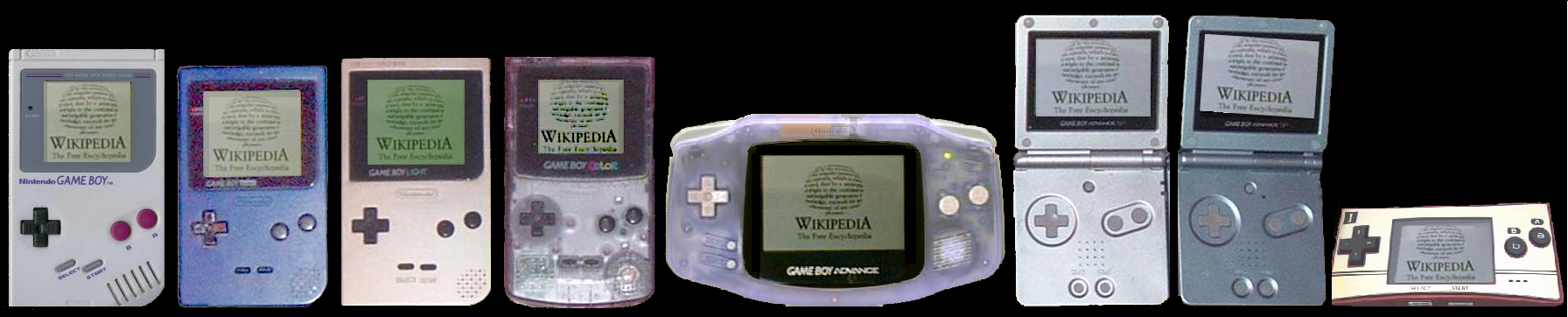
Les diverses versions de la Game Boy

## Jocs

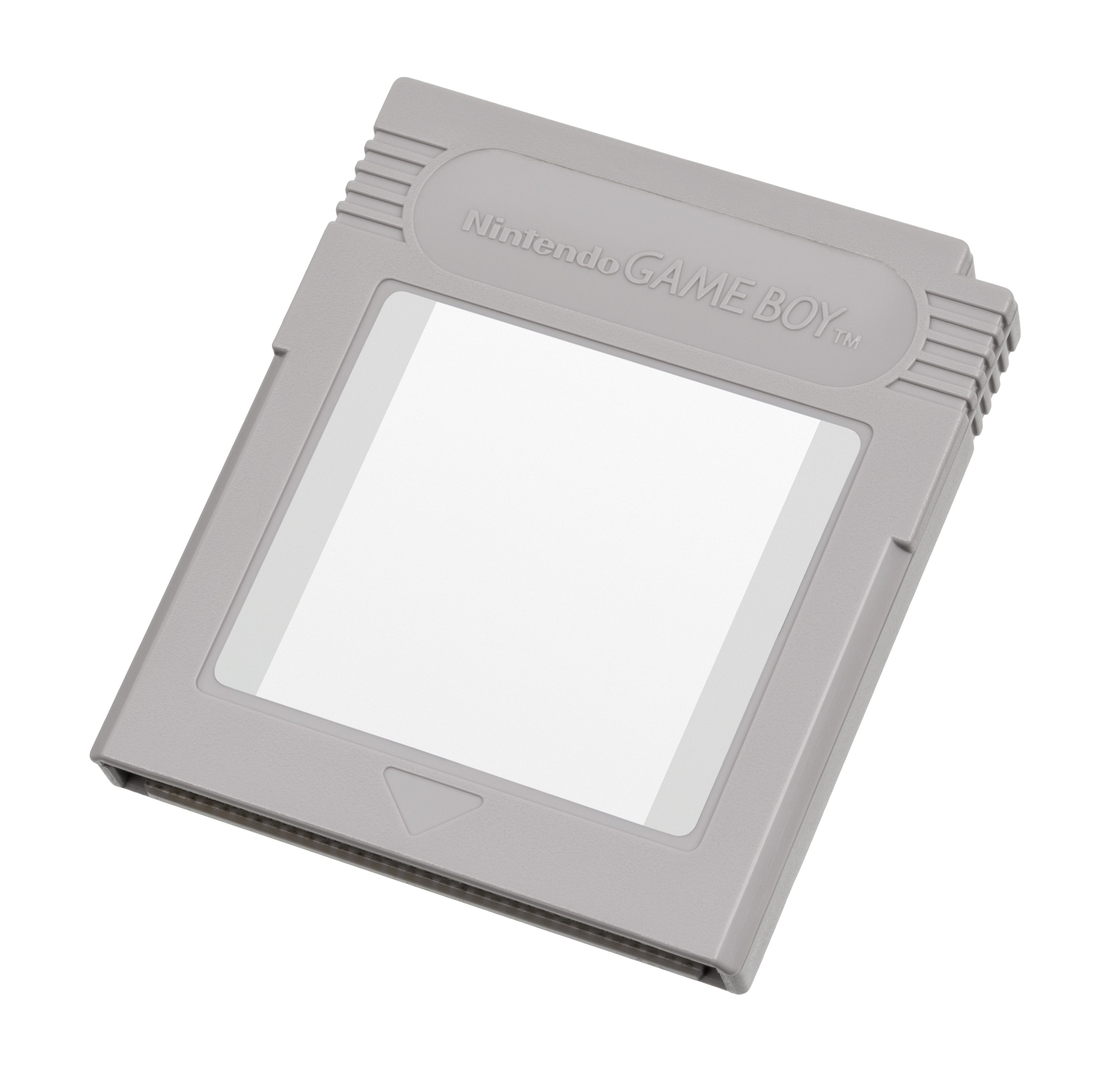
El cartutx gris estàndard per als jocs de Game Boy originals, encara que existeixen altres colors i formes

Hi ha molts de jocs disponibles per a la Game Boy, els quals poden ser atribuïts en part a les seves vendes milionàries, un disseny ben documentat, i a un curt cicle de desenvolupament.
El sistema original de Game Boy disposa de poc més de 500 jocs publicats entre juny de 1989 i setembre de 2001.
Els títols més venuts són:
- Tetris
- Pokémon (tots els títols)
- Super Mario Land
- The Legend of Zelda: Link's Awakening

## Accessoris
- Super Game Boy (1994). No era una consola Game Boy, sinó un adaptador que permet jugar amb tots els cartutxos de la Game Boy clàssica en la consola Super Nintendo en la pantalla del televisor. És, a més a més, una actualització de l'estàndard de Game Boy que en comptes d'assignar al joc 4 tonalitats de gris permet assignar colors des d'una paleta de 16 colors, fent servir en part el maquinari de Super Nintendo. La gamma de colors és molt limitada en alguns jocs perquè foren creats per al maquinari de Game Boy amb les seves limitacions.
- Game Boy Player (2003). Semblant al dispositiu Super Game Boy. Aquest dispositiu permet jugar als jocs de Game Boy Advance a la Nintendo GameCube. Usa la mateixa gamma de colors que l'original del cartutx en comptes d'acolorir el joc, però es poden modificar la mida de la pantalla i té apagada automàtica, entre altres funcions.
- Game Boy Camera & Printer (1998). Són un parell d'accessoris per a la consola portàtil Game Boy, llançats el 1998. El primer és una càmera fotogràfica que permet de fer i desar fotografies a la Game Boy. El segon és per a imprimir-ne les fotos o captures de pantalla d'alguns jocs.